# Det Kongelige Danske Kunstakademis Billedkunstskoler

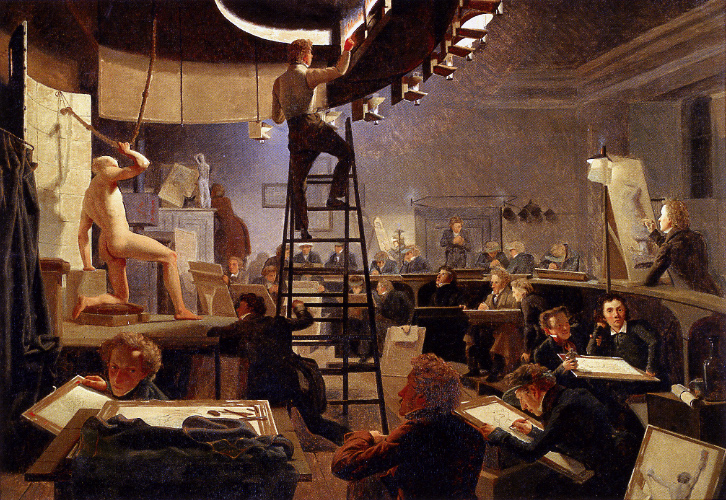
Teckning efter modell på Det Kongelige Danske Kunstakademi 1826, av Wilhelm Bendz.

Det Kongelige Danske Kunstakademis Billedkunstskoler är en del av Det Kongelige Danske Kunstakademi och ger undervisning och driver forskning inom bildkonst och inom teoretiska och kulturhistoriska områden.
Det Kongelige Danske Kunstakademi grundades år 1754 under namnet Det Kongelige Danske Skildre-, Billedhugger- og Bygnings-Academie i Köpenhamn och var en gåva till Fredrik V när han fyllde 31 år. Den inrättades  i slottet Charlottenborg vid Kongens Nytorv i Köpenhamn.
Under 250 år har Kunskakademiets Billedkunstkoler inom sitt område arbetat parallellt med universiteten. Billedkunstskolerne är den enda danska högre läroanstalt, där bildkonstnärlig verksamhet och forskning inom teoretiska och teknologiska områden knyts samman. Billedkunstskolerne blev i sin nuvarande form etablerad 1968, då Kunstakademiet delades upp i tre institutioner. De två andra är Kunstakademiets Arkitektskole och Det Kongelige Akademi for de Skønne Kunster. Efteråt tillkom också Kunstakademiets Konservatorskole.
Billedkunstkolerne består av en grundutbildning samt de sju professorsskolorna: Billedhuggerskolen Charlottenborg, Malerskolen, Skolen for Mur og Rum, Grafisk Skole, Skolen for Tidsbaserede Medier, Sprog, Rum & Skala og Skolen for Mediekunst, samt Afdelingen for Teori og Formidling.

## Rektorer
- 1974-1979: Ole Swalbe, 1929–1990, målare
- 1980-1985: Helge Bertram, född 1919, konstnär
- 1985-2005: Else Marie Bukdahl, född 1937, konsthistoriker
- 2005-2014: Mikkel Bogh, född 1963, konsthistoriker
- 2014-2019: Sanne Kofod Olsen, född 1970, konsthistoriker
- 2019-2020: Kirsten Langkilde
- 2021– :